# Oncicola chibigouzouensis

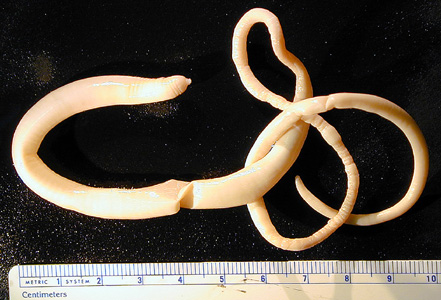
Oncicola chibigouzouensis.

Oncicola chibigouzouensis är en hakmaskart som beskrevs av Machado 1963. Oncicola chibigouzouensis ingår i släktet Oncicola och familjen Oligacanthorhynchidae. Inga underarter finns listade i Catalogue of Life.